# Герберт Морріс
Герберт Морріс (англ. Herbert Morris, 16 липня 1915 — 22 липня 2009) — американський академічний веслувальник.
Олімпійський чемпіон 1936 року в складі вісімки.